# ESZV Oktopus
ESZV Oktopus is de studenten handbalvereniging van het Technische Universiteit Eindhoven (TU/e) in Eindhoven. 
In het seizoen 2024/25 speelt het eerste herenteam in de regionale eerste klasse, het damesteam speelde in het seizoen 2023/24 in de regionale tweede klasse.
De heren van Oktopus zijn al twee jaar regerend kampioen van het jaarlijkse HV Beertje toernooi in Utrecht.

## Toernooi
Oktopus organiseert al meer dan 50 jaar het grootste internationaal studenten handbaltoernooi in Nederland waar (studenten)teams van binnen en buitenland aan deelnemen. Tijdens dit toernooi komen teams vanuit Frankrijk, Duitsland, Engeland, Denemarken en Limburg naar Eindhoven om deel te nemen aan het toernooi. Naast een zaaltoernooi is er ook een beachtoernooi en in de avond is ook een kroegentocht en een feestavond in de binnenstad van Eindhoven.